# إثميا غدية
إثميا غدية (الاسم العلمي:Ethmia glandifera) هي نوع من الحشرات تتبع جنس الإثميا من فصيلة الألاشستيات.